# Fort Valley
Fort Valley è una città capoluogo della Contea di Peach nello Stato della Georgia, negli Stati Uniti d'America.